# Перкуссионист

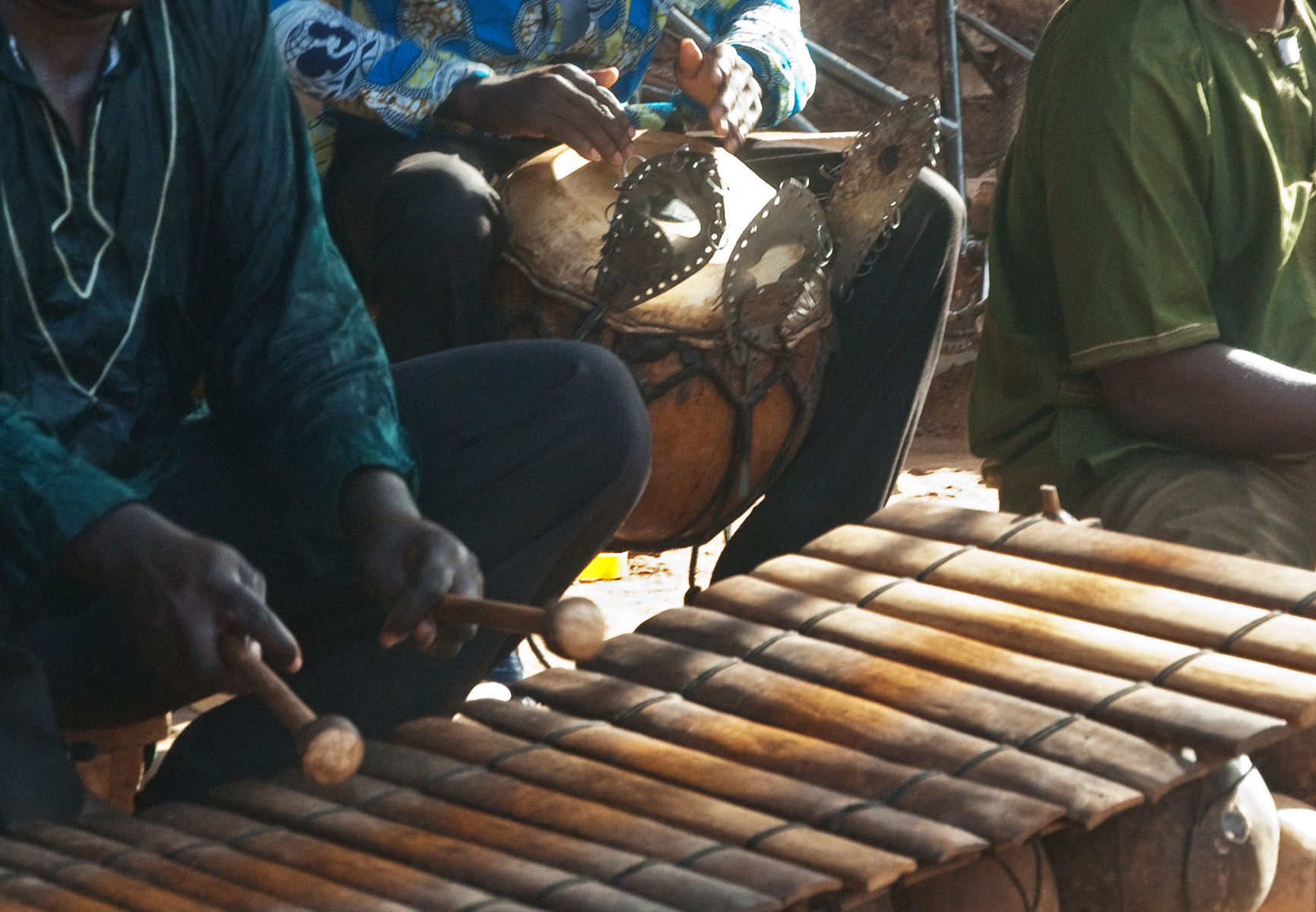
Перкуссионисты из Буркина-Фасо

Перкуссиони́ст (от лат. percussio — удар, такт; лат. percutere — ударять) — музыкант, играющий на ударных музыкальных инструментах. Перкуссия наравне с хлопанием в ладоши относится к древнейшим формам музицирования.
В профессиональном лексиконе перкуссионистами чаще всего называют ударников, играющих на различных ударных инструментах: ручных, этнических (народных) или оркестровых.
В отличие от барабанщиков, литавристов и тарелочников, перкуссионист не специализируется на каком-то отдельном инструменте. Довольно часто перкуссионистам приходится одновременно играть на совершенно разных ударных, что требует специальных навыков и хорошей координации.
С начала XX века музыканты извлекают перкуссионные звуки на инструментах, не предназначенных изначально для этого. Например, похлопывая духовой инструмент или постукивая по деревянному корпусу гитары, а также на подготовленном фортепиано.
Голосовое подражание в жанрах хип-хоп и а-капелла называют вокальной перкуссией или битбоксом.
Некоторые виды птиц (например, дятловые) способны производить перкуссионные звуки.

### Инструменты

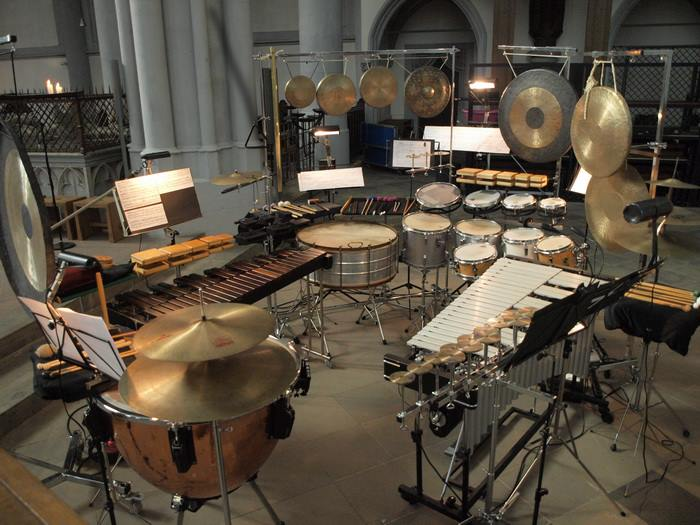
Различные перкуссионные инструменты.

Существует множество различных перкуссионных инструментов, которые различаются голосом, способом звукоизвлечения, конструкцией, историей, этническим происхождением. Но можно выделить следующие основные виды: 
Идиофоны, то есть такие инструменты, где сам корпус инструмента является источником звука, такие как: 
- Маракас
- Бубенцы
- Треугольник
- Тарелки
- Колокольчики
- Кастаньеты
- Барабанные палочки
- Ручные колокольчики
- Кости
- Гонг

Разновидности барабанов:
- Бонго
- Том-том
- Конга
- Тимбал
- Говорящий барабан
- Тавил
- Бата
- Дхолак

Ксилофоны:
- Ксилофон
- Маримба
- Глокеншпиль
- Калунг
- Стеклянная гармоника
- Калимба
- Челеста

Электронные:
- Электронные барабаны

Другие:
- Человеческое тело
- Битбокс
- Ладони
- Кахон
- Свисток
- Кабаса
- Клаксон